# برکنیه
برکنیه (به مجاری:  Berkenye) یک شهرداری در مجارستان است که در نوگراد واقع شده‌است. برکنیه ۱۳٫۴۶ کیلومتر مربع مساحت و ۶۱۸ نفر جمعیت دارد.